# George Lyon
George Seymour Lyon (Richmond Hill, 27 luglio 1858 – Toronto, 11 maggio 1938) è stato un golfista canadese.

## Biografia
Lyon nacque nell'Ontario nel 1858. Inizialmente, decise di praticare il cricket, in cui fu battitore e rappresentò il Canada in otto occasioni.
Lyon iniziò a praticare golf all'età di 38 anni. Vinse i Campionati amatoriali canadesi di golf otto volte tra il 1898 al 1914 e i Campionati Senior canadesi dieci volte tra il 1918 al 1930. Lyon perse la finale dei Campionati amatoriali statunitensi 1906 e raggiunse la semifinale nel The Amateur Championship del 1908. Prese parte ai Giochi olimpici di Saint Louis 1904, dove vinse la medaglia d'oro nel torneo individuale di golf.
Morì a Toronto nel 1938 e fu sepolto nel Mount Pleasant Cemetery di Toronto.
Nel 1955, fu introdotto nella Canada's Sports Hall of Fame mentre nel 1971 fu inserito nella Canadian Golf Hall of Fame.